# Antoine Delarbre
Antoine Delarbre o De l'Arbre (Clermont-Ferrand, 15 de gener de 1724 - 27 de maig de 1807) va ser un clergue i botànic francès.
Era fill del cirurgià Jean Delarbre, i de Marguerite Jozat. Cap a 1740, va iniciar els estudis de medicina a París. El cèlebre Bernard de Jussieu (1699-1777) el va inspirar per escollir l'estudi de la botànica. Va tornar a Clermont-Ferrand el 1749, i va fer expedicions a les muntanyes d'Auvergne. Va ser capellà a Royat de 1771 a 1777, i de la parròquia de la catedral fins al 1791. malgrat que va refusar opinar sobre la constitució civil del clergat durant la Revolució francesa, va tornar a ser capellà de la catedral el 1802.
Va escriure nombroses publicacions com Flore d'Auvergne. El 1781 fundà el jardí botànic de Clermont.

## Algunes publicacions
- 1782. Séance publique pour l'ouverture du Jardin royal de botanique tenue le 9 août 1781, par la Société royale des sciences, arts et belles-lettres de... Clermont-Ferrand. Discours sur la botanique, par M. Duvernin discours sur l'utilité et la nécessité d'un jardin botanique à Clermont-Ferrand. Ed. Impr. de A. Delcros. 68 pp.
- 1797. Flore d'Auvergne, ou Recueil des plantes de cette ci-devant province, par A. Delarbre,... Suivi de la Description du lac de Pavin. Ed. B. Beauvert et L. Deschamps. 11 pp.
- 1800. Flore de la ci-devant Auvergne, ou Recueil des plantes observées sur les montagnes du Puy-de-Dôme, du Mont-d'Or, du Cantal, etc. 2ª ed. Ed. Impr. de Landriot et Rousset

### Llibres
- Delarbre, A; A Riom; A Clermont. 1796. Flore de la ci-devant Auvergne, ou Recueil des plantes Observées sur les Montagnes du Puy-de-Dôme, du Mont-d'Or, du Cantal. Ed. Imprimerie de Landriot & Rousset. 2 vols. XXVI, (2) & 507, 384 (507 à 891), 24 & 8 pp. (paginació successiva dels 2 toms)
- 1797. Essai zoologique, ou Histoire naturelle des animaux sauvages, quadrupèdes et oiseaux indigènes... des poissons et amphibies d'Auvergne. Ed. B. Beauvert et L. Deschamps. 348 pp.
- 1805. Naturaliste, Clermont fd. 1722-1811. notice sur l'ancien royaume des auvergnats et sur la ville de Clermont. Ed. Clermont. Landriot. 256 pp.
- Flore d'Auvergne, ou recueil des plantes de cette ci-devant province. Ed. Beauvert & Deschamps, de l'Imprimerie de J. B. Bertet. 421 pp.

## Honors

### Eponimia
Gènere
- (Araliaceae) Delarbrea Vieill.[1]

- (Caryophyllaceae) Larbrea A.St.-Hil.[2]

Espècies
- (Asteraceae) Leucanthemum delarbrei Timb.-Lagr.[3]

- (Brassicaceae) Arabis delarbrei Charb.[4]

- (Fabaceae) Genista delarbrei Lecoq & Lam.[5]

- (Ranunculaceae) Thalictrum delarbrei Lamotte[6]